# Costa di Mawson
La costa di Mawson (centrata alle coordinate 67°40′S 63°30′E) è la porzione occidentale della costa della Terra di Mac. Robertson, in Antartide. In particolare, la costa di Mawson si estende tra il monolito di Murray (67°47′S 66°54′E), a est, e la baia di William Scoresby (67°24′S 59°34′E), a ovest, e confina a est con la costa di Lars Christensen e a ovest con la costa della Terra di Kemp.

## Storia

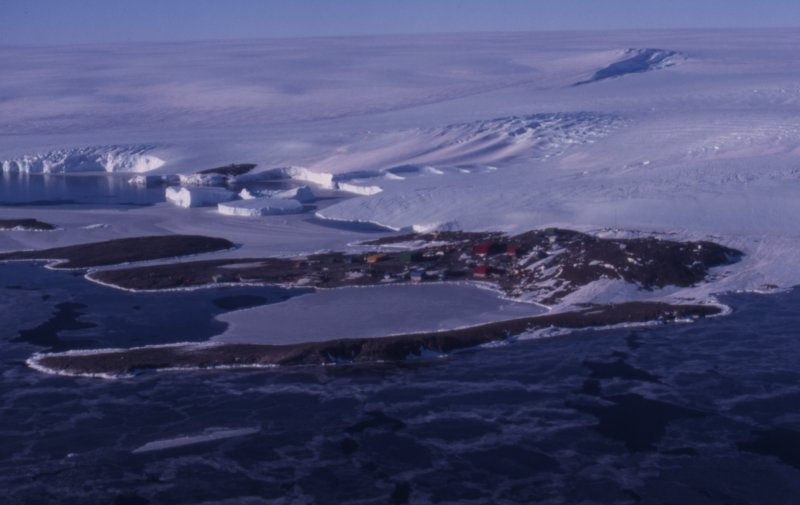
Una fotografia aerea della Stazione Mawson.

La costa di Mawson fu avvistata per la prima volta durante la spedizione BANZARE, 1929-31, comandata da Sir Douglas Mawson. Nel corso della stessa spedizione furono effettuati anche i primi sbarchi sulla costa, presso capo Bruce e il monolito di Scullin, e le prime esplorazioni dell'entroterra.
La costa è stata così battezzata dal comitato australiano per i toponimi e le medaglie antartici in onore dello stesso Mawson, per il suo grande contributo dato all'esplorazione antartica.
Nel settore occidentale della costa, alle coordinate 67°36′S 62°52′E è situata la base di ricerca Mawson. Inaugurata nel 1954, la Stazione Mawson è la più vecchia base di ricerca australiana in territorio antarico.